# Unplugged (album d'Eric Clapton)
Pour les articles homonymes, voir Unplugged.
Albums de Eric Clapton
Rush
(1992) From the Cradle
(1994)
Unplugged (1992) est un album live du guitariste, chanteur et compositeur de blues et de rock britannique Eric Clapton.

## Historique
L'album a été enregistré en public dans les Bray Studios de Londres pour la série d'émissions MTV Unplugged. Il comprend en particulier des versions acoustiques de Tears in Heaven et Layla. Avec cet album, Clapton a remporté trois Grammy Awards : album de l'année, meilleure chanson de rock et meilleur chanteur pop. L'album a été aussi premier au Billboard en 1992. 
Cet album acoustique, qui ne devait initialement même pas être édité, devient la meilleure vente de Clapton. Warner pensait que le disque ne se vendrait pas et Clapton n’en voulait pas non plus car il comportait des erreurs musicales. Lorsque l'enregistrement sera terminé, Clapton paria 100 livres avec son producteur qu’il n’en vendra pas plus de 5000 copies. Son producteur encadrera son billet de 100 livres.
Il y reprend de façon subtile plusieurs classiques blues de ses maîtres et ses chansons préférées comme Tears In Heaven écrite pour son fils Conor, mort l'année précédente, et Layla qui, cette fois ralentie, devient un hit mondial, 22 ans plus tard. L'album s'est vendu à plus de 20 millions d'exemplaires dans le monde. Parmi les albums ayant été vendus à au moins 20 millions d'exemplaires, c'est le seul à avoir été enregistré live.

## Titres de l’album
| 1.    | Signe                                     | Clapton               | 3:14 |
| 2.    | Before You Accuse Me                      | Bo Diddley            | 3:44 |
| 3.    | Hey Hey                                   | Big Bill Broonzy      | 3:16 |
| 4.    | Tears in Heaven                           | Clapton/Will Jennings | 4:36 |
| 5.    | Lonely Stranger                           | Clapton               | 5:27 |
| 6.    | Nobody Knows You When You're Down and Out | Jimmy Cox             | 3:49 |
| 7.    | Layla                                     | Clapton/Jim Gordon    | 4:46 |
| 8.    | Running on Faith                          | Williams              | 6:30 |
| 9.    | Walkin' Blues                             | Son House             | 3:37 |
| 10.   | Alberta                                   | Traditionnel          | 3:42 |
| 11.   | San Francisco Bay Blues                   | Jesse Fuller          | 3:23 |
| 12.   | Malted Milk                               | Robert Johnson        | 3:36 |
| 13.   | Old Love                                  | Clapton/Robert Cray   | 7:52 |
| 14.   | Rollin' and Tumblin'                      | Muddy Waters          | 4:12 |
| 61:43 |                                           |                       |      |

## Musiciens
- Eric Clapton - guitare, chant, kazoo
- Andy Fairweather-Low - guitare, mandoline, harmonica, kazoo
- Ray Cooper - percussions, kazoo
- Nathan East - contrebasse, chant, kazoo
- Steve Ferrone - batterie, percussions, kazoo
- Chuck Leavell - claviers, harmonium, kazoo
- Katie Kissoon - chant, kazoo
- Tessa Niles - chant, kazoo

## Certifications
| Pays                  | Certification | Unités certifiées |
| --------------------- | ------------- | ----------------- |
| Allemagne (BVMI)      | 5 × Or        | 1 250 000         |
| Australie (ARIA)      | 8 × Platine   | 560 000           |
| Autriche (IFPI)       | 2 × Platine   | 100 000           |
| Belgique (BEA)        | 2 × Platine   | 100 000           |
| Canada (Music Canada) | Diamant       | 1 000 000         |
| Espagne (PROMUSICAE)  | 3 × Platine   | 400 000           |
| États-Unis (RIAA)     | Diamant       | 10 000 000        |
| France (SNEP)         | 2 × Platine   | 600 000           |
| Italie (FIMI)         | Or            | 25 000            |
| Pays-Bas (NVPI)       | 4 × Platine   | 400 000           |
| Pologne (ZPAV)        | Or            | 50 000            |
| Royaume-Uni (BPI)     | 4 × Platine   | 1 200 000         |
| Suède (GLF)           | Platine       | 100 000           |
| Suisse (IFPI)         | 2 × Platine   | 100 000           |